# Зальмталь
Зальмталь (нем. Salmtal) — община в Германии, в земле Рейнланд-Пфальц. 
Входит в состав района Бернкастель-Витлих. Подчиняется управлению Виттлих-Ланд.  Население составляет 2361 человек (на 31 декабря 2010 года). Занимает площадь 14,09 км².
Коммуна подразделяется на 2 сельских округа.